# .dj
.dj je vrhovna internetska domena (country code top-level domain - ccTLD) za Džibuti. Domenom upravljaju dotDJ i STID.

## Vanjske poveznice
- IANA .dj whois informacija  Arhivirana inačica izvorne stranice od 12. listopada 2007. (Wayback Machine)